# Испирање млечних канала дојке
Испирање млечних канала дојке или дуктална лаважа је метода скрининга која се користи за откривање рака дојке код ризичних жена. У току ове методе сакупљају се ћелије из млечних канала у дојци и прегледавају од стране патолога.
Поступак се заснива на уметању катетера (савитљиве цеви) у брадавицу дојке, како би се кроз њега, прво убацила мала количина слане воде у млечни канал, а потом та иста вода из дојке аспирирала (извукла) и заједно са ћелијама дојке. Тако добијен апират се затим шаље на патохистолошко испитивање добијених ћелија под микроскопом.
Тако је осим клиничког прегледа дојке, ултразвука и мамографије и дуктална лаважа постала једна од метода  која се може користити за правовремено откривање рака дојке. Велики број  ћелија из млечних канала у дојци може се прикупити испирањем млечних канала дојке да би се откриле атипичне ћелијске промене у дојци. Ово је безбедна и добро толерисана процедура и осетљивија  метода откривања атпичних ћелијске у односу на методу аспирације брадавица.

## Намена
Испирање млечних канала дојке је минимално инвазивна процедура која је развијена за идентификацију ћелијске атипије у каналима дојке. 

## Опис и значај методе
Прво се флексибилни микрокатетер пречника 1,5 цм се убацује у млечне канале кроз отворе на површини брадавице дојке под локалном анестезијом. Потом се у канал  инфундира физиолошким раствором да би се извукао ћелијски материјал за цитолошку анализу. Појава замућене течности у аспирату је често показатељ успешног поступка испирање млечних канала дојке.
Цитолошка припрема и интерпретација испирање млечних канала дојке донекле су слични онима који се користе за цитоморфологију у проточној цитометрији лимфних чворов (ФНАБ ), узорковању исцедка из брадавица и узоркоавање аспириране течности из брадавице (НАФ).
Значај методе се огледа у томе њена потенцијалне употребе укључује:
- одабир жена за терапију и смањења ризика,
- праћење одговора на интервенцију смањења ризика,
- дијагностичку обраду исцедка из брадавица,
- рану дијагнозу окултног рака.

## Ограничења и недостаци
Тренутно нису доступни подаци о осетљивости и спецификацији испирања млечних канала дојке у откривању рака дојке, његовој корисности у стратификацији ризика и прогностичком значају благе атипије. Због ових ограничења, испирање млечних канала дојке је најбоље користи у контексту клиничких испитивања фокусираних на откривање и превенцију рака дојке. Остала питања укључују да ли цитолошка атипија у ћелијама добијеним из испирања млечних канала дојке заиста предвиђа развој рака, који ће проценат жена са високим ризиком бити подвргнут успешном испирању млечних канала дојке и како се информације добијене из цитологије испирања млечних канала дојке могу користити за лечење особа са високим ризиком.
Још једно ограничење је чињеница да испирање млечних канала дојке може само да поврати ћелије из интрадукталног процеса. Међутим, налаз НСАБП-а о 1.000 мастектомија је показао да само 70% инвазивних карцинома има интрадукталну компоненту.  Слично, у свом истраживању 801 узорка мастектомије, Бадве и сарадници  су показали да 14% инвазивних карцинома нема интрадуктални карцином. Стога, испирање млечних канала дојке није у могућности да открије најмање 14% до 30% случајева рака дојке. Остале забринутости укључују немогућност да испирање млечних канала дојке открије периферно лоциране лезије и двосмисленост о недостатку абнормалности у непопустљивом каналу.